# Diplomație

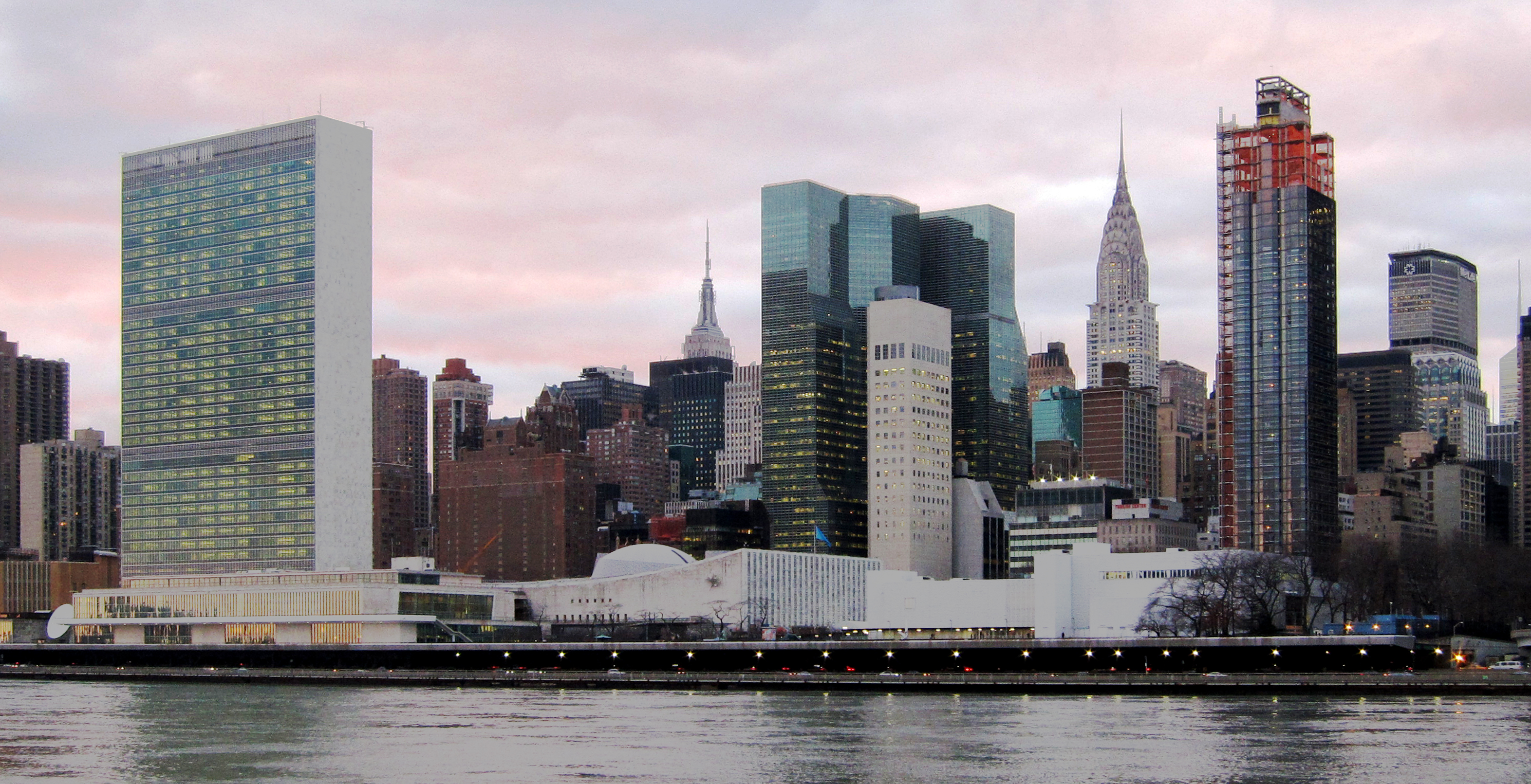
Sediul O.N.U. din New York, cea mai mare organizație internațională diplomatică din lume

Diplomația este arta și practica de a purta negocieri între reprezentanți împuterniciți ai unor națiuni sau grupuri diverse, fiind o activitate efectuata de un diplomat.
Face referință la desfășurarea relațiilor internaționale  prin mijlocirea diplomaților profesioniști în ceea ce privește o gamă completă de probleme de actualitate. Diplomația presupune influențarea deciziilor și a conduitei guvernelor străine și oficialilor prin dialog, negociere și alte mijloace non-violente.
Termenul diplomație se referă la activitatea desfășurată de un stat prin reprezentanții săi, în scopul realizării politicii sale externe.
Diplomația este principalul instrument al politicii externe, ce constă în atingerea obiectivelor și strategiilor largi ce ghidează interacțiunile statului cu restul lumii.  Tratatele internaționale, acordurile alianțele, și alte manifestații ale politicii externe sunt negociate de diplomați înainte de aprobarea efectuată de politicienii naționali. Diplomații pot contribui la formarea politicii externe a unui stat într-o capacitate consultativă. 
Din prima parte a secolului 20,  diplomația a devenit un domeniu profesional, fiind efectuată de diplomați acreditați  susținuți de personal și infrastructură diplomatică, precum consulatele și ambasadele.

## Etimologie
Termenul "diplomat" a fost aplicat în cazul serviciilor diplomatice, consulare și în misiunile oficialilor ministerelor de externe. Acesta provine din  " diploun", cuvânt din limba greacă. Era  o procedura antică  de a redacta actele oficiale sau diplomele în două exemplare.Diplomatul era purtătorul dubletului.  
Termenul modern "Diplomacy" a apărut în limba engleză din anul 1645, iar termenul "Diplomatie" a apărut în limba franceză din anul 1790.
Era definită ca întreținerea afacerilor între state prin mijloace pașnice, implementate de state în folosul politicii externe și asigurarea obiectivelor fără a recurge la forță.

## Istorie

### Antichitate: primele tratate

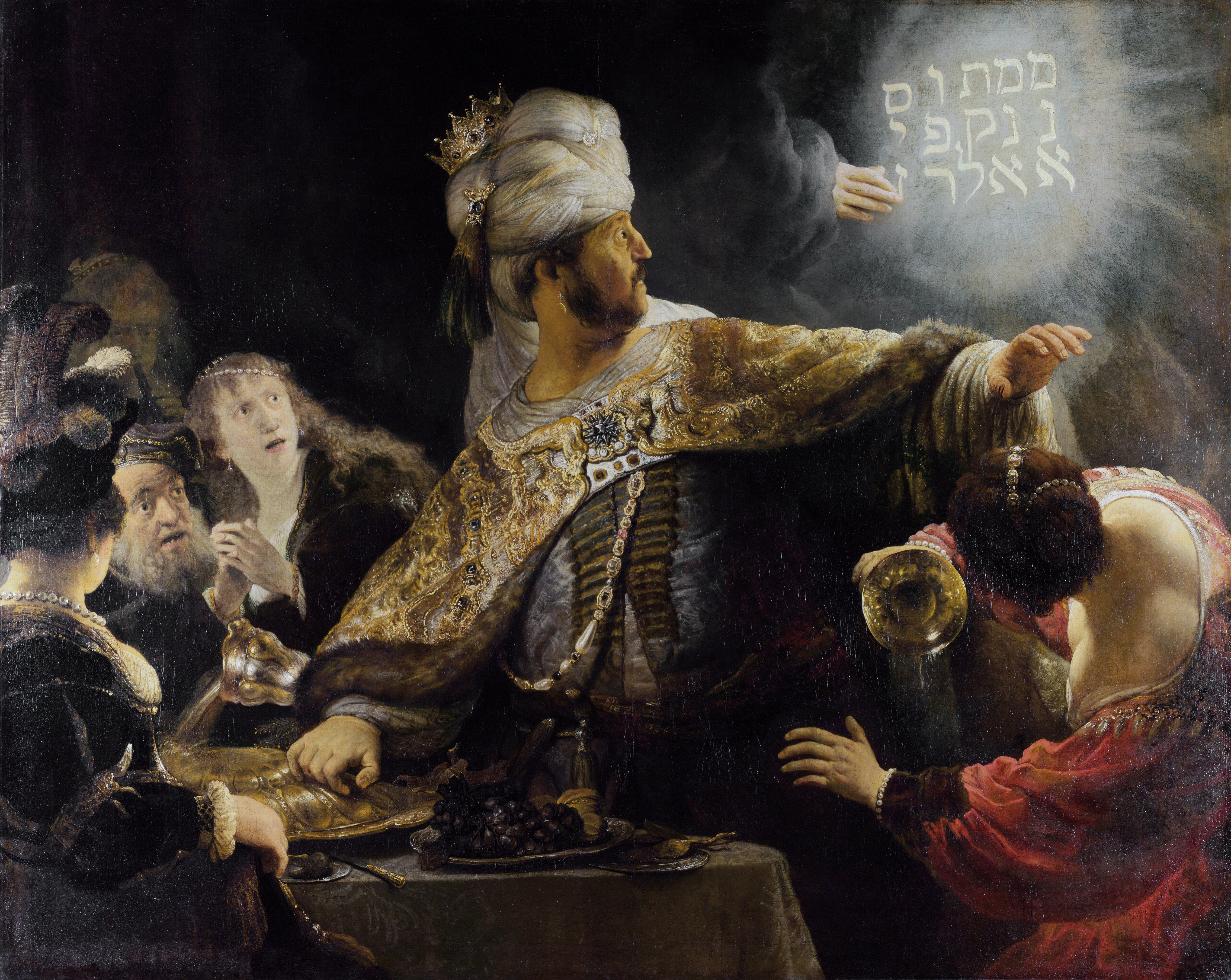
Dumnezeu îl avertizează pe împăratul babilonian Belșațar despre sfârșitul domniei sale și al imperiului lui

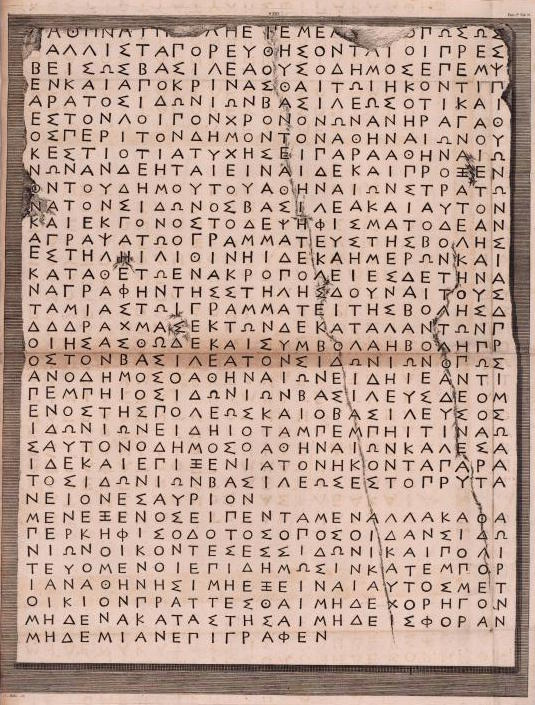
Inscripție grecească de la Acropole din Atena despre regele Straton din Sidon, care e onorat cu titlul de "proxenos" al poporului atenian

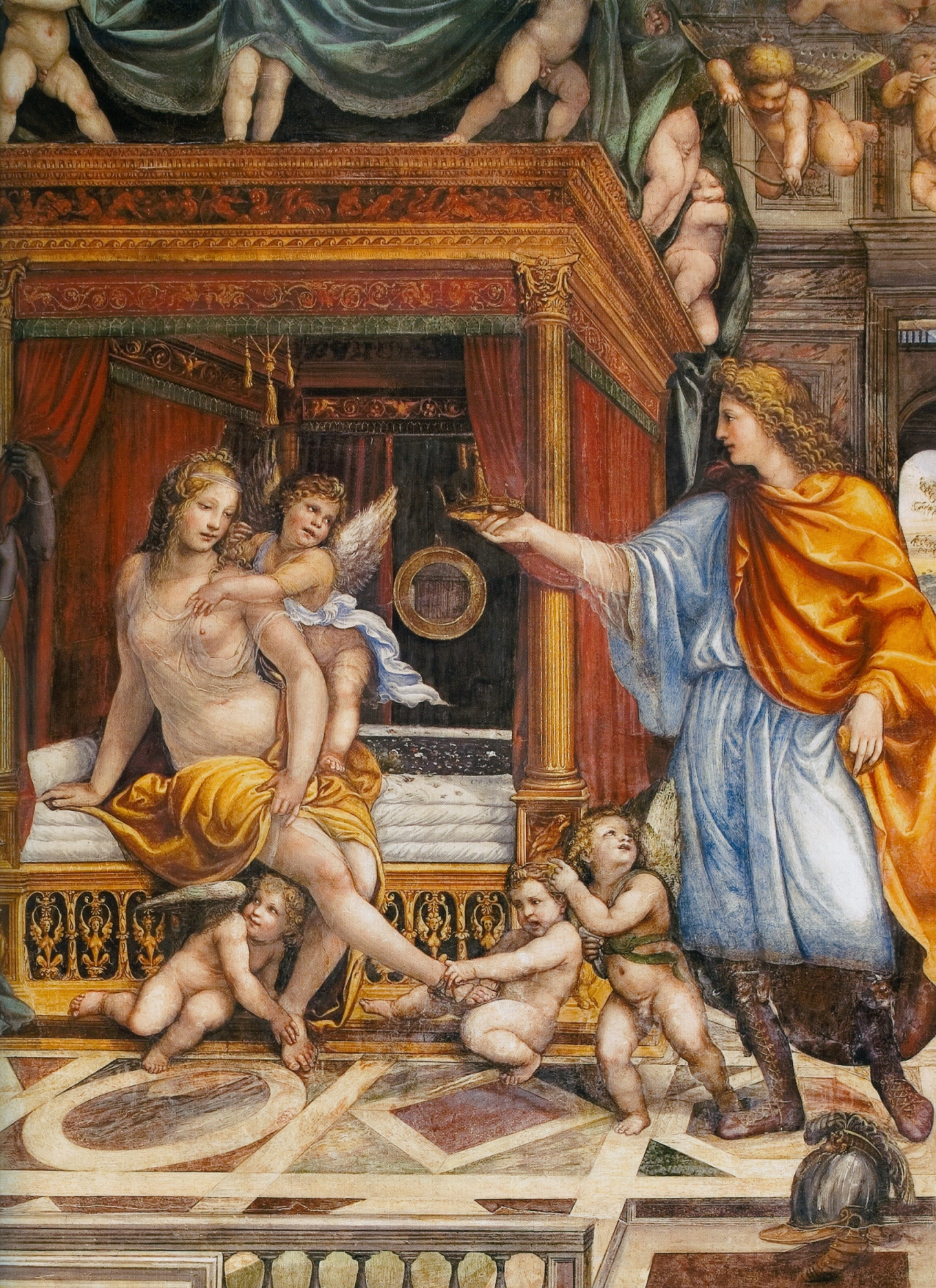
Căsătoria dintre Alexandru cel Mare și Roxana

Încă din preistorie, triburile încheiau acorduri de încetare a conflictelor prin efectuarea unor ritualuri precum căsătorii sau schimburi de resurse și unelte.

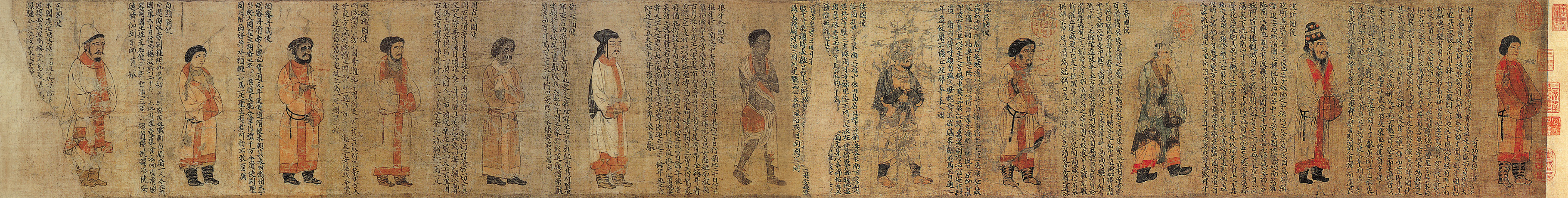
Emisari chinezi

De-a lungul antichității erau efectuate misiuni diplomatice temporare pe teritoriu străin, emisarii fiind trimiși la curțile regale străine pentru tratate de pace, alianțe, negocieri sau evenimente speciale precum nașteri, nunți sau înmormântări.  Misiunile diplomatice erau efectuate de soli, de agenți diplomatici, nuntiu, legatul etc. 
Primele dovezi timpurii ale practicării diplomației  sunt scrisorile de la Amarna scrise și transmise de către faraonii Egiptului antic din dinastia a XVIII-a și liderii Amurru din Canaan din secolul al XIV-lea î.C. Tratatele de pace erau încheiate între orașe-state din Mesopotamia, ca Lagaș și Umma, încă din anii 2100. 
După Bătălia de la Kadesh din 1274 î.C., faraonul Ramses al II-lea și împăratul hitit au încheiat primul tratat de pace internațional cunoscut, care a supraviețuit sub forma unor fragmente din tablete de piatră. 
În cărțile biblice evreiești, Yawheh își trimite  îngerii, cunoscuți și ca mesageri divini, să le transmită vești regilor, judecătorilor și proorocilor israeliti. Zeul creștin este aidoma regelui, fiind creatorul universului, iar îngerii sunt emisarii săi, fiind un argument cosmologic care implică omul ca fiind o ființă diplomatică în natura sa. 
În legendele olimpice, Zeus, zeul grec al cerului, al tunetului și regele Muntelui Olimp, are propriul lui mesager, Hermes, care este zeul comerțului, al negustorilor, al drumurilor și călătoriilor.  
Orașele-state grecești își  trimiteau  reciproc și ocazional emisari  pentru anumite aspecte privind războiul, pacea, alianțele și relațiile comerciale, dar nu aveau reprezentare diplomatică permanentă și stabilită teritorial, mai ales în perioada clasică  a războaielor greco-persane și a războiului peloponesiac. Odată la patru ani, conflictele încetau pe parcursul desfășurării jocurilor olimpice. "Proxenos" era cetățeanul însărcinat să creeze relații de prietenie cu alte orașe-state. 
Regele Xerses al  Imperiului Persan   își trimitea emisarii prin teritoriile învecinate pentru a le cere supunere.  
Alexandru cel Mare, regele macedonian, în perioada invadării imperiului persan, a încheiat acorduri diplomatice cu diferite triburi și populații native pentru a le câștiga loialitatea. A luat-o de nevastă pe Roxana, fiica unui nobil sogdian din Bactria, pentru a stabiliza ocupația macedoneană și a întări relațiile cu populația nativă. 
Diplomația a continuat să fie folosită ca instrument în regatele elenistice, precum Regatul ptolemaic și cel seleucid, care au condus războaie și le-au încheiat prin tratate de pace negociate, fie alianțe negociate prin căsătorie. 
În Extremul Orient, cel mai timpuriu teoretician al relațiilor internaționale a fost strategul Sun Tsu, autorul cărții "Arta Războiului", trăind în vremuri tulburate de conflictele dintre statele rivale care refuzau să mai acorde atenție și respect către dinastia tutelară Zhou.  Erau efectuate negocieri diplomatice prin stabilirea alianțelor, împărțit terenurile și semnarea unor tratate de pace între state, idealizand rolul diplomatului persuasiv. În perioda dinastiei Han, erau alianțe încheiate prin căsătorie sau negociat prețul plății tributului în mătase și grâu către atacatorii nomazi Xiongnu. În India, Arthashastra a fost diplomat timpuriu și principalul consilier al lui Chandragupta Maurya, conducător și fondator al dinastiei Maurya. În situația în care regatele supuse contestau conducerea, regele a construit alianțe și și-a neutralizat adversarii prin a trimite emisari pentru perioade îndelungate. 
Romanii au adoptat sistemul diplomatic al orașelor-state grecești. Au introdus "jus gentium " și "jus naturale", legi internaționale cu implicații în diplomație la care se supuneau locuitorii imperiului. Sistemul roman instruia diplomați profesioniști pe care îi trimiteau în tot imperiul roman, cât și în teritoriile învecinate pentru a negocia loialitatea în schimbul unor acorduri comerciale, aranjat căsătorii între familii nobiliare/conducătoare, impunerea statului clientelar și asigurarea protecției, negocierea tributului și a păcii cu regatele și triburile rivale.
Bizantinii, după ce și-au dat seama că nu-i pot învinge pe invadatorii "barbari" pe cale militară,  au introdus un sistem diplomatic bazat pe trei pași:  favorizarea rivalității dintre "barbari", asigurarea prieteniei cu triburile de frontieră și mituirea ori convertirea la creștinism a populațiilor "păgâne", sistem pe care se bazează diplomația modernă sub formă de ajutor străin, împrumut și comerț.      
Bizantinii ba chiar au creat "biroul barbarilor" ca prima agenție de spionaj extern care colecta informații despre rivalii imperiului.  Iar emisarii bizantini erau protejați și bine finanțați de statul bizantin, având chiar și translatori drept însoțitori. 

### Evul Mediu: apariția primelor ambasade permanente

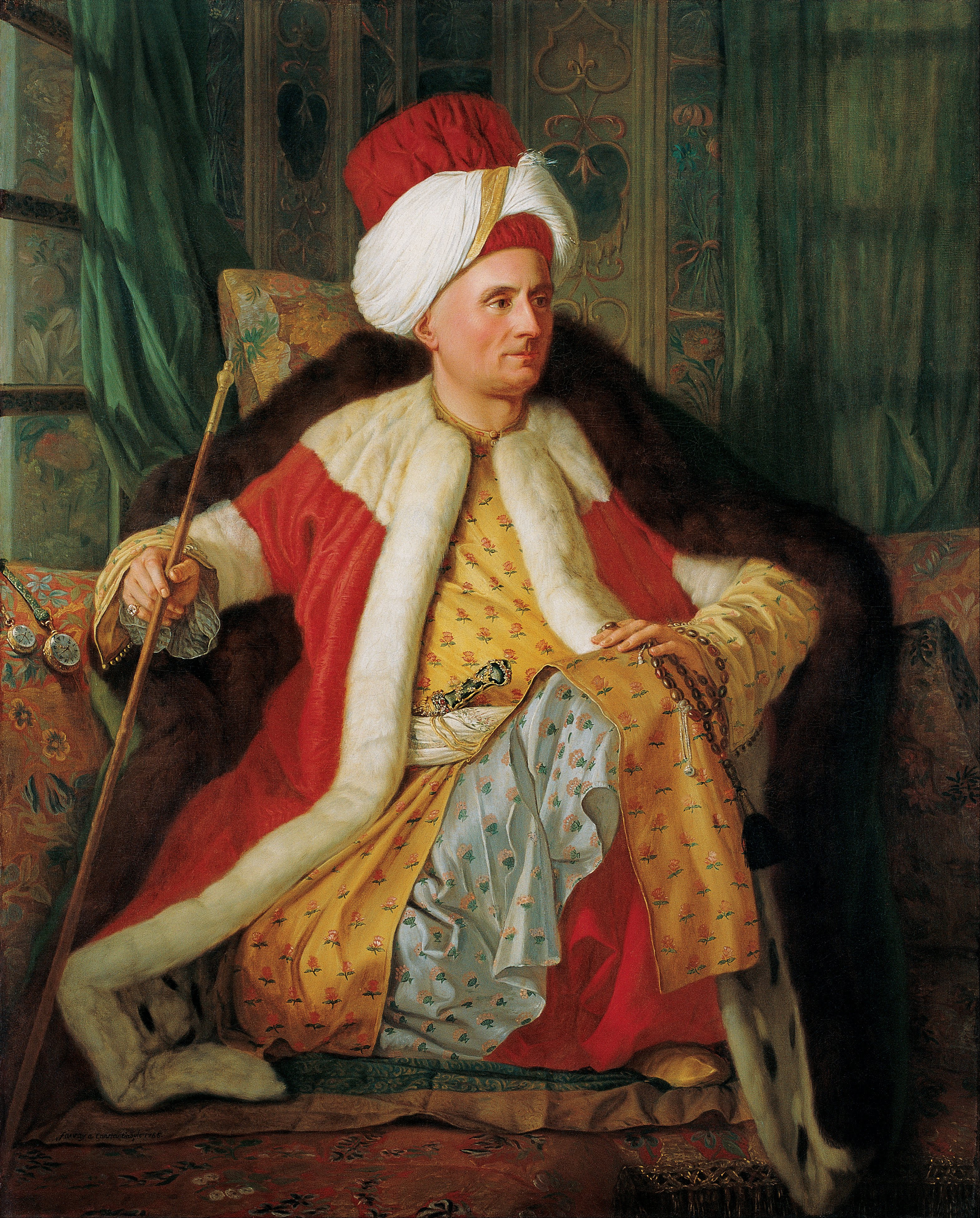
Charles Gravier, conte de Vergennes și ambasador francez, în straie otomane

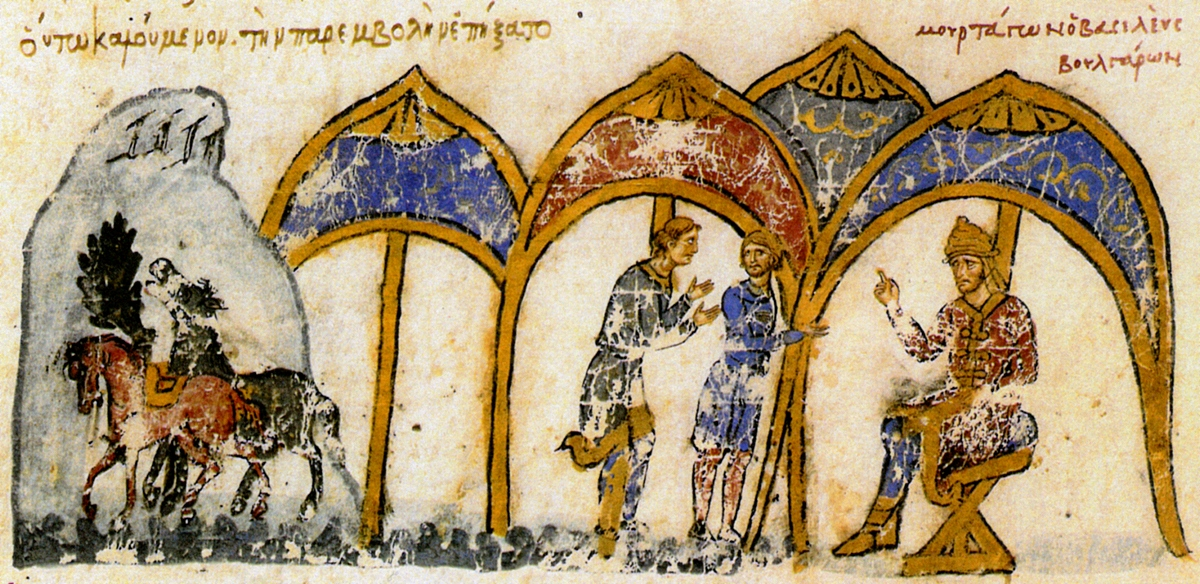
Țarul protobulgar Omurtag își trimite delegația la împăratul bizantin, Mihai al II-lea.

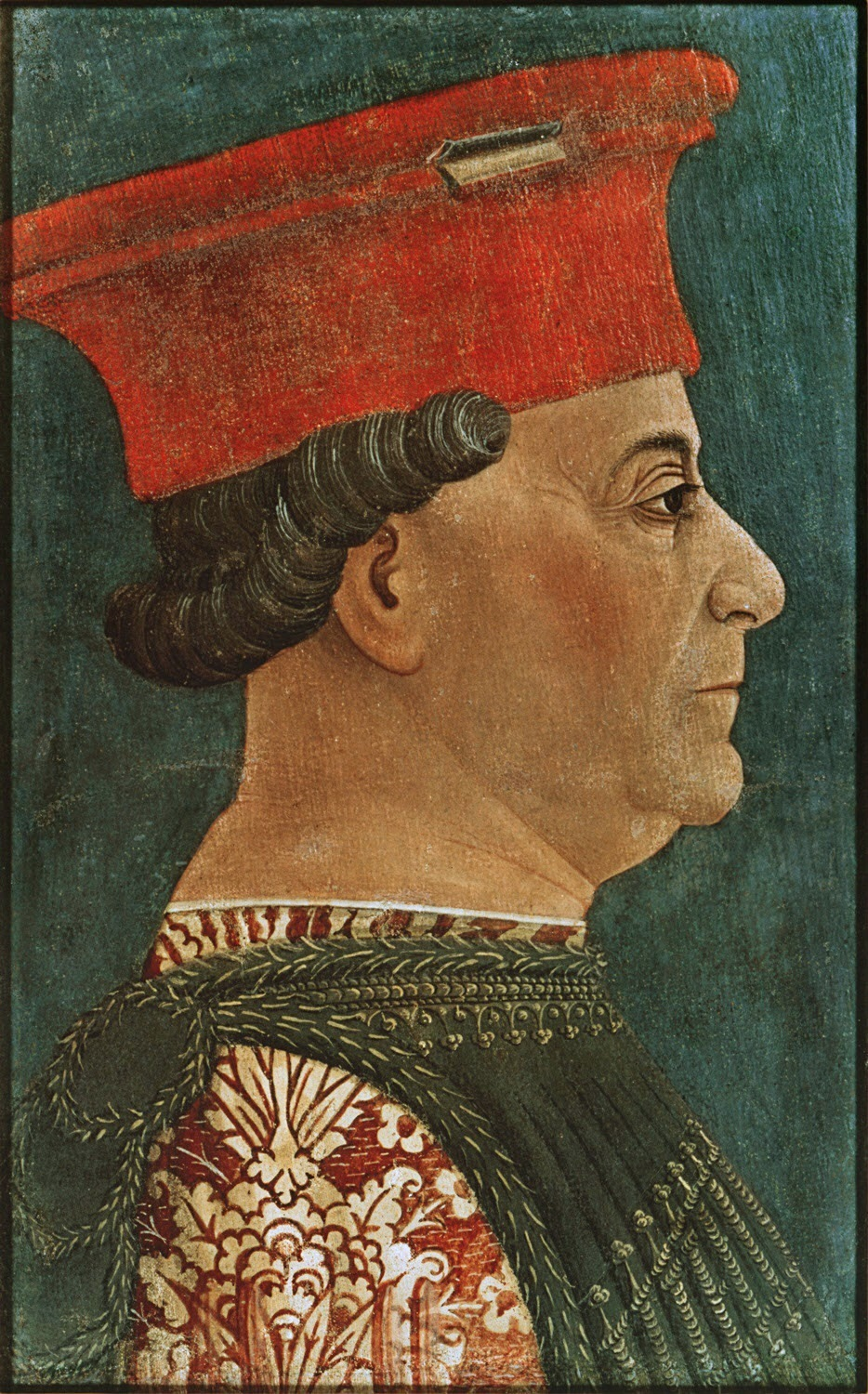
Francesco Sforza, creatorul primei ambasade permanente

În secolele următoare, atât coreenii, japonezii și chinezii au dezvoltat un sistem central birocratic și ambasade care efectuau misiuni diplomatice. Chiar mongolii în secolul al XIII-lea au creat pașaportul numit "paiza", un act diplomatic care putea fi de trei tipuri – cupru, argint și aur, prin care îi era acordat nivelul de importantă al emisarului care le deținea. Cu paiza,  emisarul avea autoritatea de a cere hrană, transport, adăpost în orice oraș, sat sau clan din cadrul imperiului, fără dificultăți.  
În Europa, originile diplomației moderne timpurii provin din statele nordului Italiei din perioada renașterii, când primele ambasade au fost create în secolul al XIII-lea. 
Orașul Milano a jucat un rol major sub conducerea ducelui Francesco Sforza care a stabilit ambasade permanente cu celelalte orașe state din nordul Italiei. Inclusiv Veneția și Florența au  prosperat ca centre diplomatice  din secolul al XIV-lea. 
Misiunile diplomatice deveneau astfel permanent rezidențe în străinătate, ceea ce a dus la crearea ambasadelor. Ambasadorul  era astfel reprezentantul șefului statului, iar misiunile diplomatice erau coordonate de către un departament diplomatic central.
În secolul al XVI-lea,  Baltazhar Ayala, Alberico Gentili, Ermolao Barbaro defineau rolul ambasadorului.  

### Diplomația modernă și definirea teoriei diplomatice

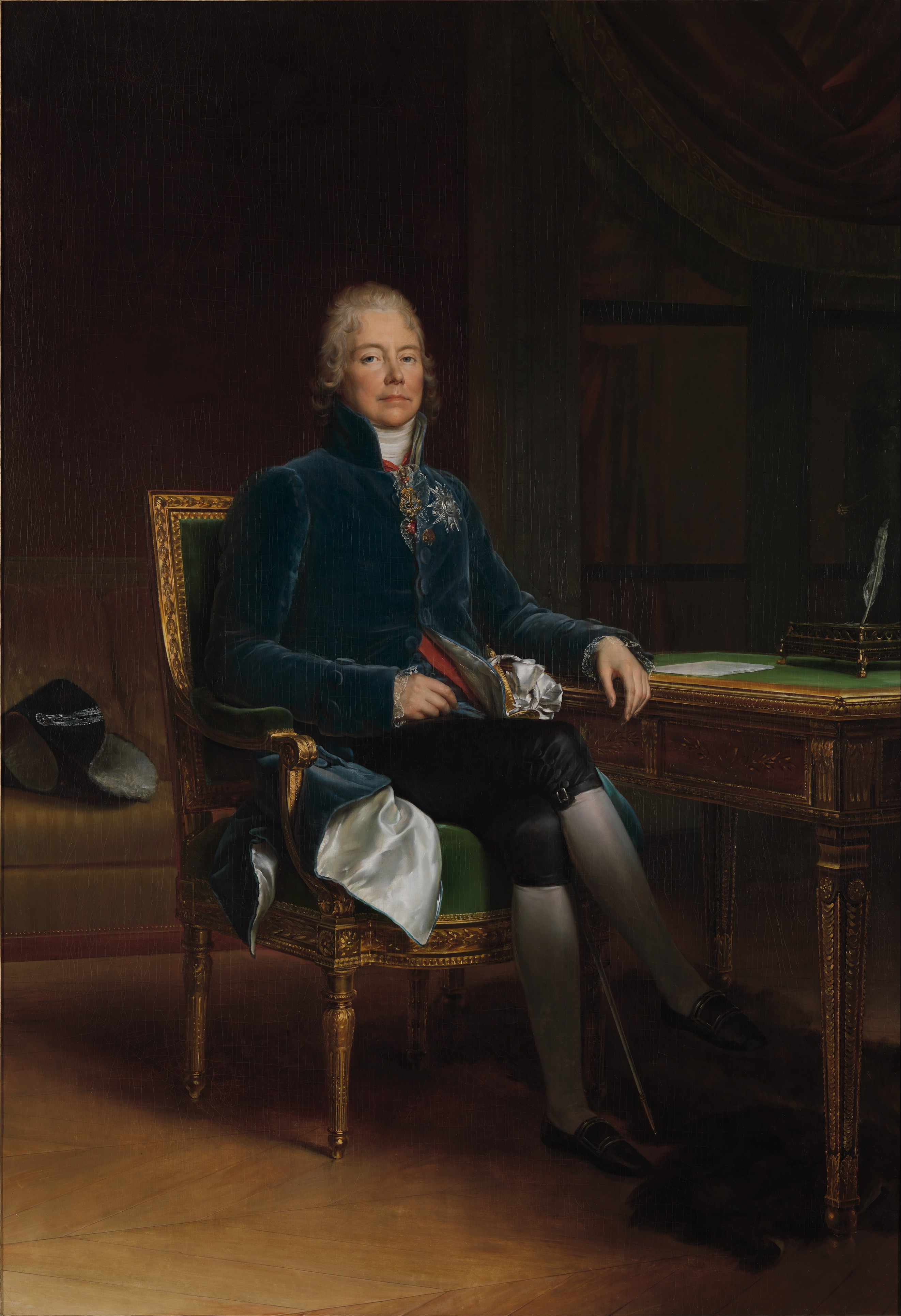
Charles Maurice de Talleyrand

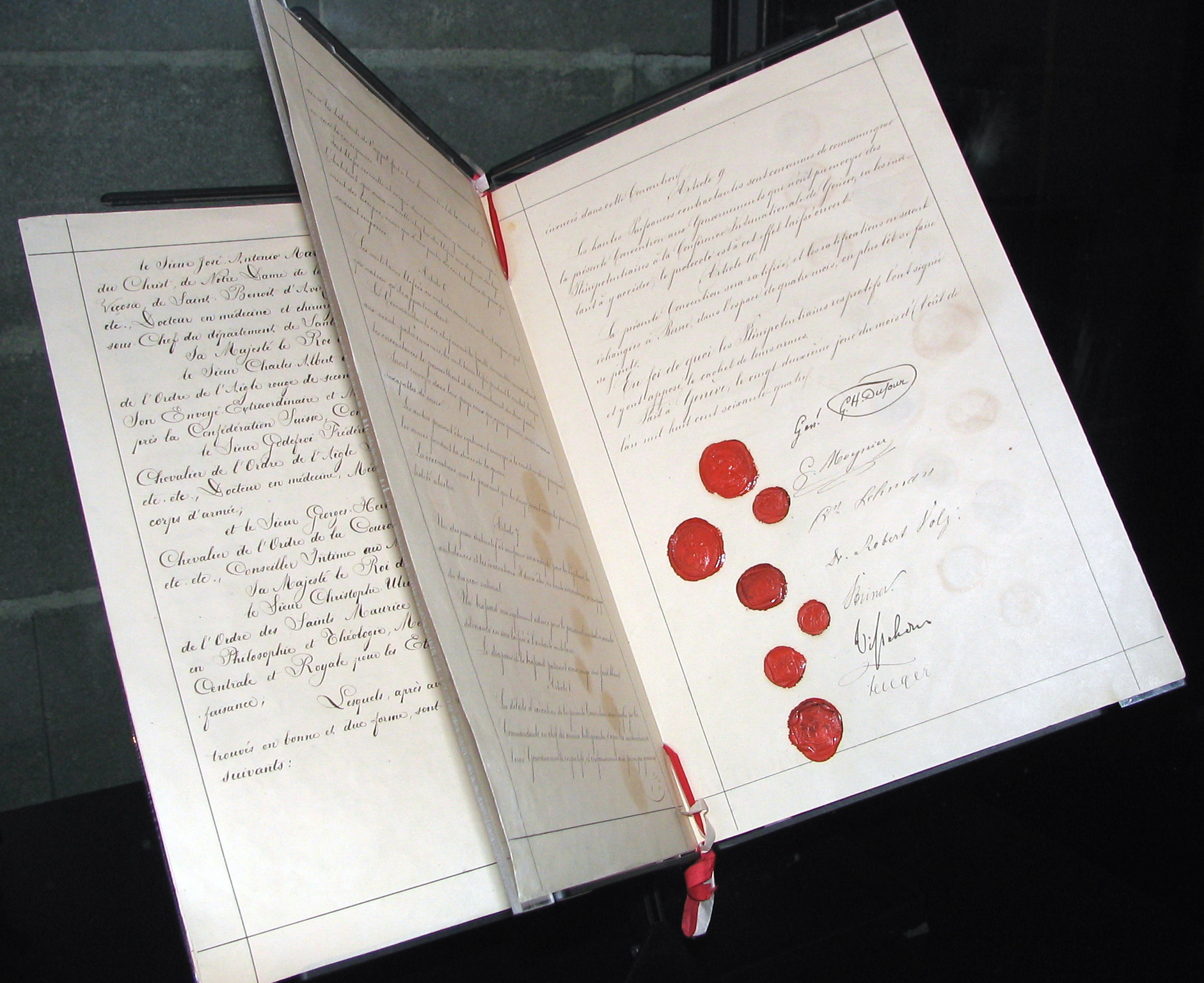
Convențiile de la Geneva

Principalii teoreticieni ai diplomației moderne au fost Groetius, Montesquieu, Abraham de Wicquefort, François de Callières și Emer de Vattel care în secolul al XVIII-lea, care în perioada Iluminismului,defineau caracteristicile diplomației și purtarea relațiilor internaționale fără uz de forță,  prin asigurarea unui climat de încredere,  armonizarea intereselor reale, importantă ambasadorului care transmite cuvântul prințului sau al regelui.   Diplomația italiană începea să se răspândească în toată Europa.   
Milano a fost primul oraș care a trimis un reprezentant la curtea Franței în 1455, dar a refuzat să găzduiască reprezentanții Franței de frica spionajului și că francezii puteau interveni în problemele interne.   
Spania și Franța erau tot mai implicate în politicile italiene, de aceea s-a ajuns la reorganizarea statutului emisarilor. Marile puteri începeau să  schimbe reprezentanții.
Spania a devenit prima țară care a trimis reprezentanți permanenți, numind un ambasador pentru Curtea Sfântului Iacov din Anglia în 1487.  
SIRNG nu trimitea legați permanenți, de frică că toți prinții romano-germani puteau să-l insubordoneze pe împărat, însă fiecare prinț german avea practici diplomatice independente.  
În secolele XV-XVII, regulile diplomației moderne s-au dezvoltat, franceza înlocuind latina din 1715, iar reprezentantul de top devenea ambasadorul care era un nobil. Ambasadorul avea rang nobiliar ce varia în funcție de prestigiul țării al cărui delegat era.   
Ambasadorii trăiau în  locuințe de lux, găzduiau petreceri și jucau un rol important în viața de la curte în națiunea-gazdă.  
La Roma, cea mai prestigioasă funcție diplomatică era ambasadorul catolic, iar reprezentanțîi francezi și spanioli aspirau la această prin competiții acerbe. Chiar și în funcțiile mici, ambasadorii erau costisitori. Statele mici încă trimiteau și primeau emisari, nepermițându-și ambasadori.  
Ambasadorii primeau rang în funcție de  complexitatea și prestigiul națiunii de proveniență . Emisarul Vaticanului  pentru națiunile catolice era primordial, apoi  urmau cei  din regate, apoi cei din ducate și principate. Reprezentanții din republici au fost clasați pe cele mai scăzute trepte  (care de multe ori i-au înfuriat pe liderii numeroaselor republici germane, scandinave și italiene). 
În sec. 17-19, francezii au adoptat sistemul diplomatic de la italieni, elaborând ceremoniile, negocierile clandestine, profesionalizarea graduală a diplomației, confidențialitatea relațiilor în colectarea informatiie, restructurarea protocoalelor și formarea corpurilor diplomatice.  
Era introdus caracterul secret al negocierilor, numirile ereditare de aristocrația tradițională și înclinarea diplomaților în realizarea afacerii pentru o pace durabilă.
Se manifestă sindromul "Localitis"  sau "Clientita" prin care diplomațîi dezbateau pentru interesul  în a susține interesele statului primitor, mai degrabă decât cele ale statului expeditor. Localitilis erau diplomații care rămâneau o perioada îndelungată într-o țară și chiar era asimilat de  cultură locală până ajungea să-și ignore misiunea. Diplomatul acționa astfel ca un cetățean nativ. Pentru a evita problema, diplomații serveau în mandate limitate timp de patru ani.  
Un alt curent, "anti-localitis", se manifesta  ca un pericol căci mulți diplomați adoptau o atitudine de  ostilitate nediscriminatorie față de interesele și politicile statului gazdă, cauzată de un tratament neprietenos sau de condiții dure sau primitive de viață în statul în cauză.  
Acesta colecta doar informații negative despre statul gazdă și le transmitea statului nativ, ceea ce contracara obiectivul politicii externe ale statului respectiv.  Diplomatul trebuia să interacționeze pozitiv cu statul gazdă cu scopul de a clădi un raport și o relație care să fie în beneficiul ambelor țări. 
Între timp erau clădite primele ministere permanente de politică externă în toate statele europene pentru a coordona ambasadele și personalul.  Ministerele erau de departe de forma modernă. Marea Britanie avea două departamente suprapuse până în 1782, Franța , cu cel mai mare departament de afaceri externe,  avea doar 70 de angajați permanenți în anii 1780. 
Elementele diplomației moderne s-au răspândit lent în estul Europei și Rusia. 
Edificiul european a fost perturbat de revoluția franceză și anii de războaie napoleoniene.   Napoleon refuză de exemplu să recunoască imunitatea diplomatică, arestând diplomați britanici acuzați de comploturi asupra Franței. 
După căderea lui Napoleon, la Congresul de la Viena din 1815 s-a creat un sistem internațional cu ranguri diplomatice.  Disputele au continuat  până la primul război mondial, când rangul de ambasador a devenit standardizat. 
Din  modernitate, misiunile diplomatice sunt efectuate sub formă de  conferințe și congrese diplomatice care rezolvă dispute diplomatice, tensiuni , crize sau războaie. 
Prin convenția de la Viena din 1961, agentul diplomatic era considerat drept  șeful misiunii sau membru al personalului diplomatic al misiunii.